# Henry Dundas

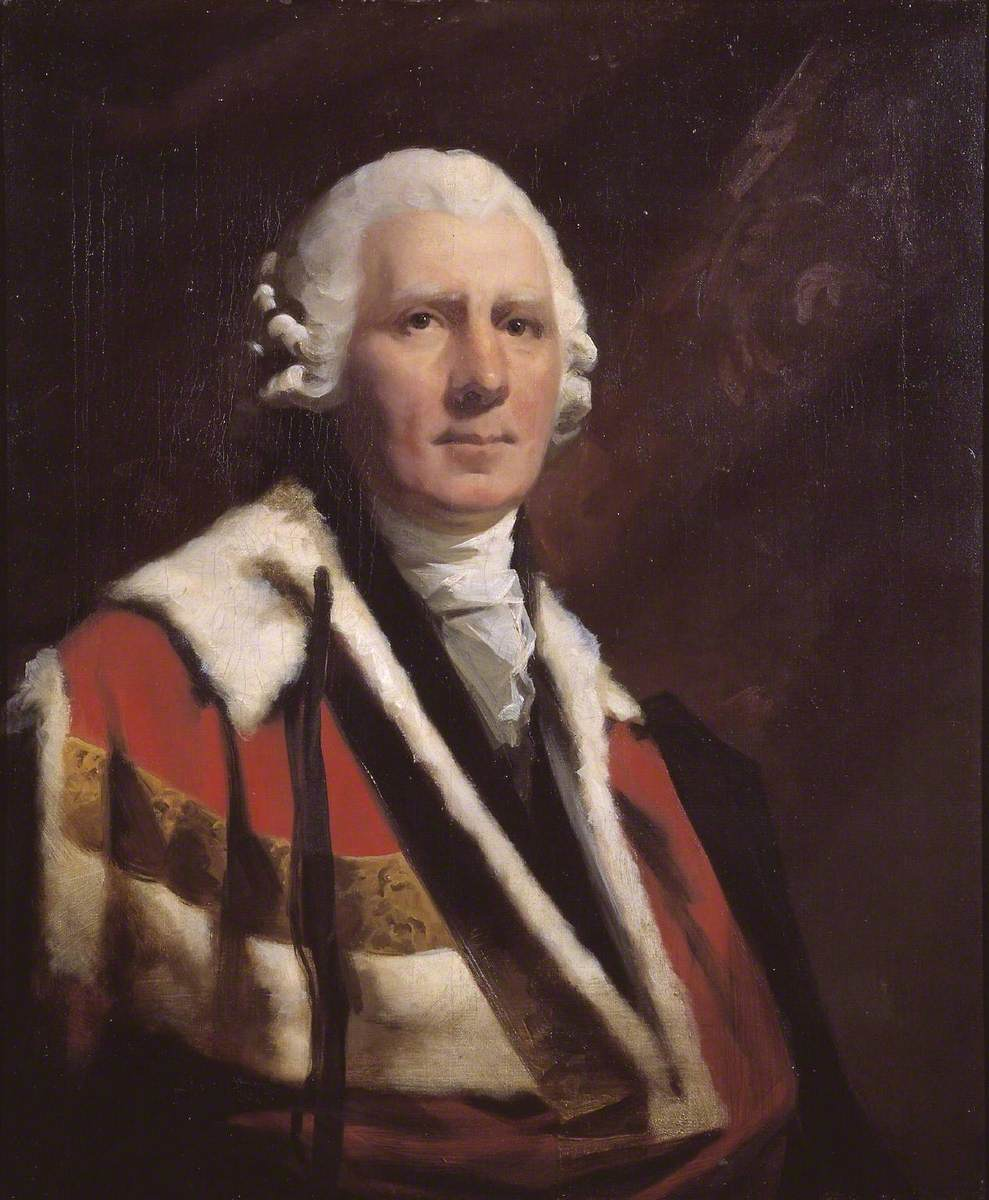
Henry Dundas, burggraaf van Melville

Henry Dundas, 1e burggraaf van Melville PC en baron Dunira (Dalkeith, 28 april 1742 - Edinburgh, 28 mei 1811) was een Brits advocaat en politicus. Hij was de eerste minister van Oorlog en de laatste minister die in het Verenigd Koninkrijk werd afgezet.
- Australian Dictionary of Biography: dundas-henry-2006
- Bibliothèque nationale de France: cb12326354k (data)
- Gemeinsame Normdatei: 119248123
- International Standard Name Identifier: 0000 0000 8356 678X
- Library of Congress Control Number: n50079208
- Nationale Bibliotheek van Israël: 987007279073305171
- Nederlandse Thesaurus van Auteursnamen: 071530770
- SNAC: w60k2d1v
- Système universitaire de documentation: 131869094
- Trove: 1226579
- Virtual International Authority File: 10651882
- WorldCat: E39PBJkxKBY97G76VhBhwBgxjC